# Daremne żale
Daremne żale – wiersz Adama Asnyka. Utwór powstał 1 kwietnia 1877.

## Forma
Wiersz składa się z czterech strof czterowersowych. Zwrotki rymują się rymem krzyżowym abab. Utwór jest napisany wierszem jambicznym. Wersy nieparzyste są ośmiozgłoskowe męskie (sSsSsSsS), a parzyste siedmiozgłoskowe żeńskie (sSsSsSs).
Daremne żale – próżny trud,

 Bezsilne złorzeczenia!

Przeżytych kształtów żaden cud

 Nie wróci do istnienia.

## Treść
Wiersz Daremne żale pochodzi z tomiku Album pieśni. Stanowi polemikę z poglądami starszej generacji twórców. Mieści się w szerszym sporze pozytywistów z romantykami. Wyraża zadumę nad nieuchronnym przemijaniem i potrzebę zmian: Trzeba z Żywymi naprzód iść,/Po życie sięgać nowe. Poeta wskazuje, że dawne formy się przeżyły i w chwili napisania wiersza są jak uwiędłych laurów liść.